# Tíz pár csókot egy végből
A Tíz pár csókot egy végből egy friss csárdás. A dallam első változatát Egressy Samu írta Keresetlen csárdás című művében. A szöveg Petőfi Sándor verse. A kettőt Szentirmay Elemér párosította össze 1866-ban írt Szerelem Dalok című művének 2. dalában.
Feldolgozás:
| Szerző          | Mire          | Mű                       | Előadás |
| --------------- | ------------- | ------------------------ | ------- |
| Farkas Ferenc   | ének, zongora | 50 csárdás, 33. kotta    |         |
| Johannes Brahms | zenekar       | 12. magyar tánc (D moll) | [ 1 ]   |

## Kotta és dallam
Tíz pár csókot egy végből, egy végből,

a legédesebbjéből,

a legédesebbjéből.

Ráadást is, feleség,

ráadást is, feleség,

nékem ennyi nem elég,

nékem ennyi nem elég.

## Felvételek
- Tíz pár csókot egyvégből. Takács Béla, kísér: Járóka Sándor cigányzenekara  YouTube (1984. június 6.)  (Hozzáférés: 2017. január 16.) (audió)
- Tíz pár csókot egyvégből. Szegedi Szűcs Judit  YouTube (2013. február 25.)  (Hozzáférés: 2017. január 16.) (videó)
- Tíz pár csókot egyvégből. Szalay László, kísér:  Radics Béla Jenő zenekara  YouTube (1961. június 5.)  (Hozzáférés: 2017. január 16.) (audió)
- Még azt mondják...Tiz pár csókot egy végből... Anzselika Gerber, kísér: Magyar Melódiák kamaraegyüttes  YouTube (2015. február 7.)  (Hozzáférés: 2017. január 16.) (videó) 1:26-tól.